# لویی تی. ویگفال
لویی تی. ویگفال (به انگلیسی: Louis T. Wigfall) سناتور سابق عضو حزب دموکرات ایالات متحده آمریکا بود. وی در سال ۱۸۵۹ تا ۱۸۶۱ میلادی سناتور ایالت پورتوریکو در سنای ایالات متحده آمریکا بود.